# هيروشي ناكانو (مجدف)
هيروشي ناكانو (باليابانية: 中野紘志؛ بالكانا: なかの ひろし) هو مجدف ياباني، ولد في 1 ديسمبر 1987 في كانازاوا في اليابان.

## وصلات خارجية
- هيروشي ناكانو على موقع الاتحاد الدولي للتجديف (الإنجليزية)
- هيروشي ناكانو على موقع اللجنة الأولمبية الدولية (الإنجليزية)
- هيروشي ناكانو على موقع أوليمبيديا (الإنجليزية)